# Ryttmästarbostället
Ryttmästarbostället ligger vid Simsjön utanför Skövde och är en anläggning bestående av ett 15-tal byggnader som beskriver den svenska armén under indelningsverkets tid. 
Flera av torpen är originalbyggnader från 1600-, 1700- och 1800-talen. Anläggningen skapades av pensionerade majoren Bernhard Englund vid K3 och den invigdes 1995 av kung Carl XVI Gustaf.
Huvudbyggnaden, som givit namn åt anläggningen, är en rekonstruktion av ett tjänsteboställe för en ryttmästare under den karolinska tiden efter Erik Dahlberghs ritningar från 1687. Dahlberg ritade officersboställena så, att man fick större och mer påkostat hus ju högre grad man hade som officer. Detta ryttmästarboställe har således fyra rum, kök och farstu. 
Verksamheten är organiserad som en ideell förening och drivs som ett museum öppet för allmänheten. Föreningens ordförande är förre arméinspektören generalmajor Alf Sandqvist.